# The Reel Me
The Reel Me é um álbum de vídeo da cantora americana Jennifer Lopez, lançado em 2003. Esse álbum possui um DVD com a videografia de Jennifer Lopez e um CD com 6 músicas na versão remix.

## Faixas

### DVD
1. "If You Had My Love"
2. "No Me Ames" (dueto com Marc Anthony)
3. "Waiting for Tonight" (Hex Hector Remix)
4. "Feelin' So Good" (com Big Pun e Fat Joe)
5. "Love Don't Cost a Thing"
6. "Play"
7. "I'm Real"
8. "I'm Real (Murder Remix)" (com Ja Rule)
9. "Ain't It Funny"
10. "Alive"
11. "Ain't It Funny (Murder Remix) (com Ja Rule e Caddillac Tah)
12. "I'm Gonna Be Alright" (Track Masters Remix com Nas)
13. "Jenny from the Block" (com Styles P e Jadakiss)
14. "All I Have" (com LL Cool J)
15. "I'm Glad"
16. "Baby I Love U!"

### CD bônus
1. "Baby I Love U!" – 4:29
2. "Jenny from the Block" (Seismic Crew's Latin Disco Trip) – 6:41
3. "All I Have" (Ignorants Mix com LL Cool J) – 4:03
4. "I'm Glad" (Paul Oakenfold Perfecto Remix) – 5:47
5. "The One" (Bastone & Burnz Club Mix) – 7:40
6. "Baby I Love U!" (R. Kelly Remix) – 4:11

## Desempenho
| Tabelas musicais (2003-04)                    | Melhor posição |
| --------------------------------------------- | -------------- |
| Estados Unidos - Billboard 200                | 69             |
| Estados Unidos - Top Music Videos (Billboard) | 5              |
| França - French Albums Chart                  | 84             |

| País / Certificadora  | Certificação |
| --------------------- | ------------ |
| Estados Unidos / RIAA | 3× Platina   |